# Asian School Girls – Rache war nie süßer!
Asian School Girls – Rache war nie süßer! (Originaltitel Asian School Girls) ist ein US-amerikanischer Actionfilm aus dem Jahr 2014 von Lawrence Silverstein.

## Handlung
Die vier jungen asiatischen Frauen, Hannah, May, Vivian und Suzy, wollen in Los Angeles gemeinsam den Abend verbringen. Als sie eine passende Location gefunden haben, gehen sie unbefangen feiern. Dabei werden sie unwissentlich von einem Verbrechersyndikat unter Drogen genommen. Von dem Syndikat werden sie sexuell missbraucht und benutzt. Als Suzy sich aufgrund einer Vergewaltigung das Leben nimmt und die Polizei nichts unternimmt, beschließen die drei übrigen Frauen, Suzy zu rächen.
Um an Geld zu kommen, nehmen sie Tätigkeiten als Stripperinnen im Nachtleben LA’s entgegen. Von dem Geld kaufen sie sich Waffen und erhalten eine Ausbildung zu Killerinnen. Nun beginnen sie sich, über die kleinen Handlanger, die sie nach und nach eliminieren, nach oben in der Hierarchie zu kämpfen. Nun wird der Detektiv Jack auf die Frauen aufmerksam und lenkt die Ermittlungen der Polizei in ihre Richtung. Unbeirrt davon setzen sie ihren Rachefeldzug weiter fort, um schließlich die Bosse des Syndikats unschädlich zu machen.

## Hintergrund
Der Film wurde in Los Angeles gedreht. In den USA erschien er am 15. April 2014, in Deutschland erschien er am 4. Dezember 2014 ohne Altersfreigabe.

## Rezeption
„Üble Mischung aus Sexploitation- und Rape-and-Revenge-Thriller, der leicht bekleidete Frauen mit Kanonen und Stichwerkzeugen paart, damit sie zu ‚hipper‘ Musik Blutbäder anrichten.“

Jim McLennan bemängelt in seiner Filmreview auf Girls with Guns, dass der Film daran scheitert, dass nicht erkenntlich wird, ob es sich um eine „Parodie oder Ernsthaftigkeit“ handelt. Schauspielerisch sticht laut McLennan Sam Aotaki in ihrer Rolle der Hannah positiv heraus, dem „Rest der Besetzung mangelt es an der nötigen Intensität, um das Konzept zu verkaufen“. Weiter bemängelt er die Handlungslogik.
Im Audience Score, der Zuschauerwertung auf Rotten Tomatoes, hat der Film bei weniger als 50 Bewertungen eine Wertung von 8 %. In der Internet Movie Database hat der Film bei über 700 Stimmenabgaben eine Wertung von 3,4 von 10,0 möglichen Sternen (Stand: Mai 2024).